# Hill of Skulls

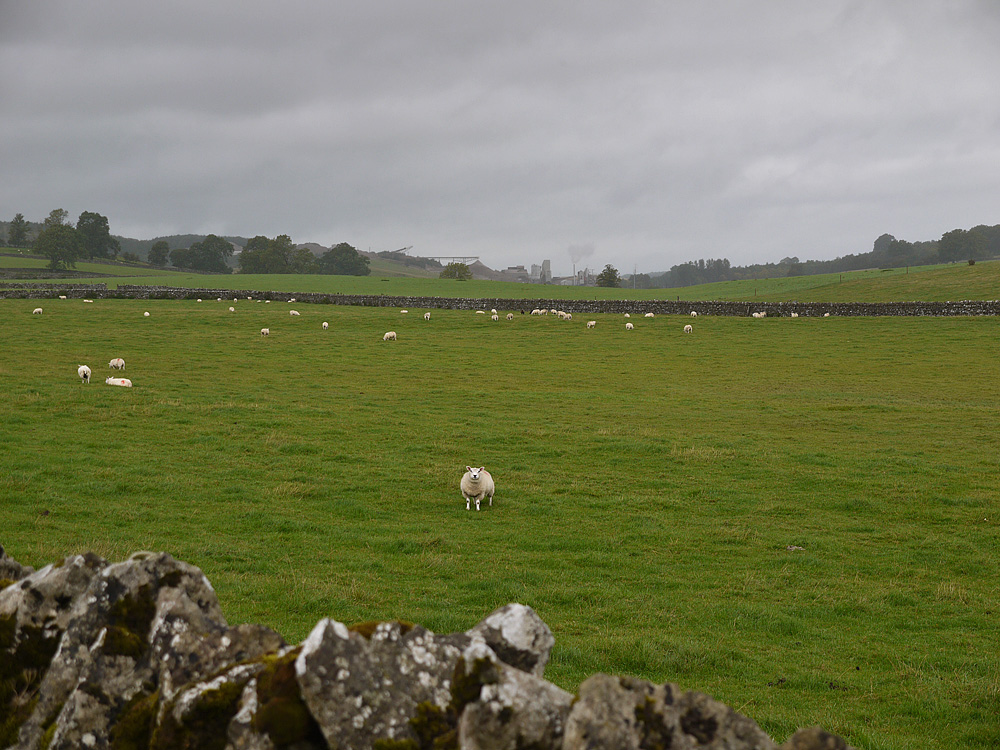
Hill of Skulls

Hill of Skulls (auch Skellaw Hill – deutsch „Schädelhügel“) ist der Name eines runden Grabhügels (englisch Round Barrow) aus der Bronzezeit nordwestlich des Dorfes Shap in Cumbria in England. 
Sichtbar ist heute noch ein runder, etwa 1,5 m hoher, grasbewachsener Stein-Erde-Hügel mit einem Durchmesser von etwa 17,0 m. Er liegt in einer von neuzeitlichen Trockenmauern eingefassten und durchschnittenen Viehweide.
Bei einer Ausgrabung im 19. Jahrhundert wurden menschliche Überreste gefunden.
Eine spezielle Bedeutung lag möglicherweise in seiner Lage am Nordende der Steinreihe von Shap nahe einiger Steinkreise. Auf einer geraden Linie mit dem Hügel liegen die Menhire von Aspers Field und der Findling Goggleby Stone, wobei unklar ist, ob der Hügel oder die Steine älter sind. Beide sollen mit dem weniger als 1,6 km im Westen liegenden Fluss Lowther in Verbindung stehen, der weiter im Norden auch in der Nähe von King Arthur’s Round Table bei Eamont Bridge vorbeifließt, einem neolithischen Giant Henge von etwa 90,0 m Durchmesser, und so einen von Kultorten geprägten Landstrich verbindet.